# Легутіо
Легутіо, колишня назва Легутіано (баск. Legutio, ісп. Villarreal de Álava, офіційна назва Legutiano) — муніципалітет в Іспанії, у складі автономної спільноти Країна Басків, у провінції Алава. Населення — 1643 осіб (2009).
Муніципалітет розташований на відстані близько 300 км на північ від Мадрида, 15 км на північ від Віторії.
На території муніципалітету розташовані такі населені пункти: Елосу, Ольєріас/Ольєрієта, Гояйн, Легутіо (адміністративний центр), Урбіна, Нафаррате, Уррунага.

## Демографія
Динаміка населення (INE ):

## Галерея зображень

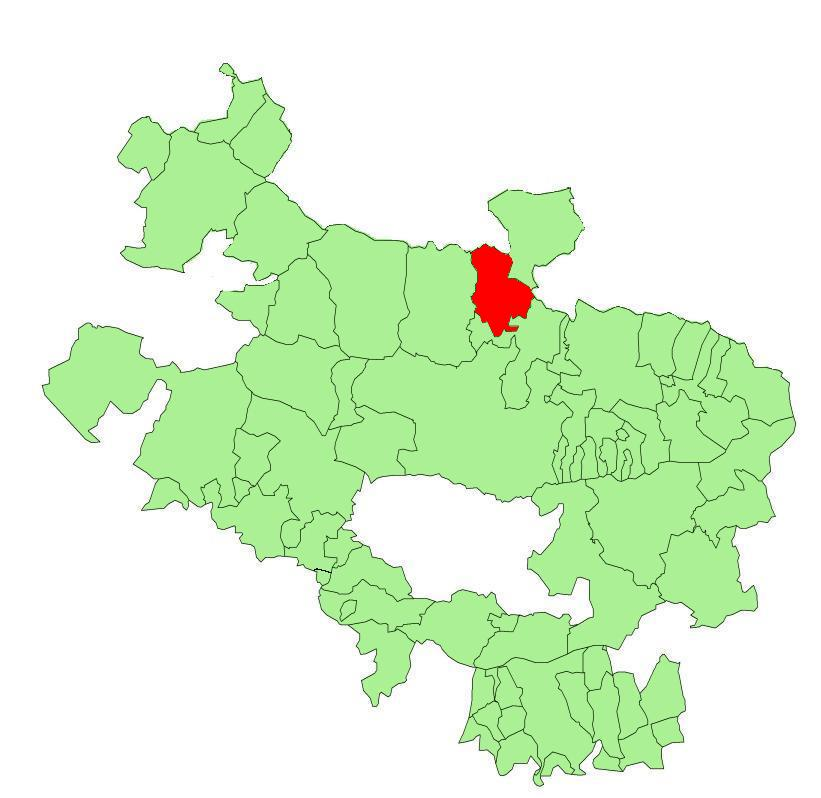
Розташування муніципалітету
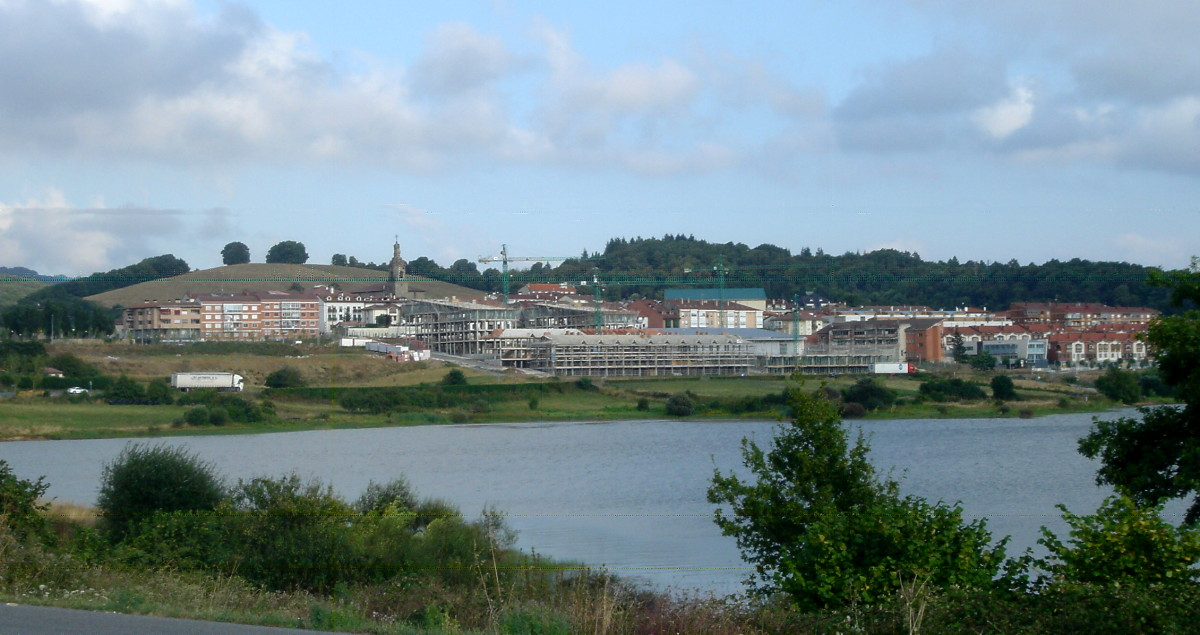
Легутіо/Вільярреаль-де-Алава